# Strausberg-Herzfelder Kleinbahn

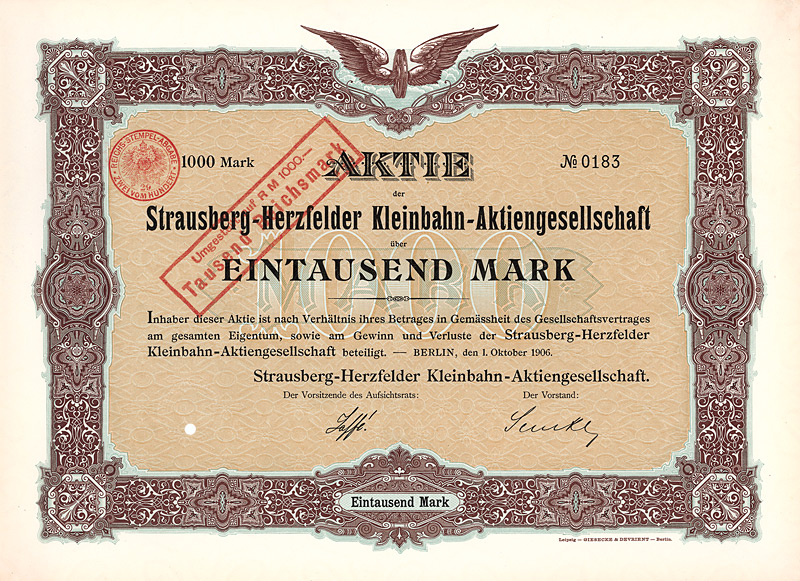
Aktie über 1000 Mark der Strausberg-Herzfelder Kleinbahn vom 1. Oktober 1906

| Kursbuchstrecke (DB): | 94f (1934) 107b (1946, 1951) |                           |                           |
| Streckenlänge: | 13,1 km                      |                           |                           |
| Spurweite: | 1435 mm (Normalspur)         |                           |                           |
| |                              |                           |                           |
| \| \| \| von Berlin \| \| \| \| 0,0 \| Strausberg \| Strausberg \| \| \| \| Strausberger Eisenbahn \| \| \| \| \| nach Strausberg Nord \| \| \| \| \| nach Küstrin-Kietz \| \| \| \| 4,9 0,0 \| Hennickendorf \| Hennickendorf \| \| \| \| \| \| \| \| 3,5 \| Hennickendorf-Stienitzsee \| Hennickendorf-Stienitzsee \| \| \| \| \| \| \| \| 6,6 \| Herzfelde Ziegeleien \| Herzfelde Ziegeleien \| \| \| 8,6 0,0 \| Herzfelde \| Herzfelde \| \| \| \| \| \| \| \| 3,4 \| Lichtenow \| Lichtenow \| \| \| \| \| \| \| \| 12,5 \| Möllenhorst \| Möllenhorst \| \| \| 13,1 \| Möllensee Hafen \| Möllensee Hafen \| |                              |                           |                           |
| Strecke |                              | von Berlin                | von Berlin                |
| Bahnhof mit S-Bahn-Halt | 0,0                          | Strausberg                | Strausberg                |
| Abzweig geradeaus und ehemals nach links |                              | Strausberger Eisenbahn    | Strausberger Eisenbahn    |
| Abzweig geradeaus und nach links |                              | nach Strausberg Nord      | nach Strausberg Nord      |
| Abzweig ehemals geradeaus und nach links |                              | nach Küstrin-Kietz        | nach Küstrin-Kietz        |
| Bahnhof (Strecke außer Betrieb) | 4,9 0,0                      | Hennickendorf             | Hennickendorf             |
| Verschwenkung von links (Strecke außer Betrieb) · Verschwenkung von rechts (Strecke außer Betrieb) |                              |                           |                           |
| Kopfbahnhof Streckenende (Strecke außer Betrieb) · Strecke (außer Betrieb) | 3,5                          | Hennickendorf-Stienitzsee | Hennickendorf-Stienitzsee |
| Verschwenkung nach rechts (Strecke außer Betrieb) |                              |                           |                           |
| Bahnhof (Strecke außer Betrieb) | 6,6                          | Herzfelde Ziegeleien      | Herzfelde Ziegeleien      |
| Bahnhof (Strecke außer Betrieb) | 8,6 0,0                      | Herzfelde                 | Herzfelde                 |
| Verschwenkung von links (Strecke außer Betrieb) · Verschwenkung von rechts (Strecke außer Betrieb) |                              |                           |                           |
| Strecke (außer Betrieb) · Kopfbahnhof Streckenende (Strecke außer Betrieb) | 3,4                          | Lichtenow                 | Lichtenow                 |
| Verschwenkung nach links (Strecke außer Betrieb) |                              |                           |                           |
| Bahnhof (Strecke außer Betrieb) | 12,5                         | Möllenhorst               | Möllenhorst               |
| Kopfbahnhof Streckenende (Strecke außer Betrieb) | 13,1                         | Möllensee Hafen           | Möllensee Hafen           |

Die Strausberg-Herzfelder Kleinbahn AG wurde am 18. November 1905 unter der Firma „Brandenburgische Kleinbahn-AG“ gegründet, die sie aber nur bis zum 22. Dezember desselben Jahres führte. Als Gesellschafter traten die Eisenbahnbau-Gesellschaft Lenz & Co. sowie die in dieser Gegend ansässigen Industriebetriebe auf. Hier, im damaligen Kreis Niederbarnim östlich von Berlin, hatten sich wegen umfangreicher Tonvorkommen zahlreiche Ziegeleien angesiedelt, die Backsteine für die ständig wachsende Reichshauptstadt herstellten.

## Geschichte

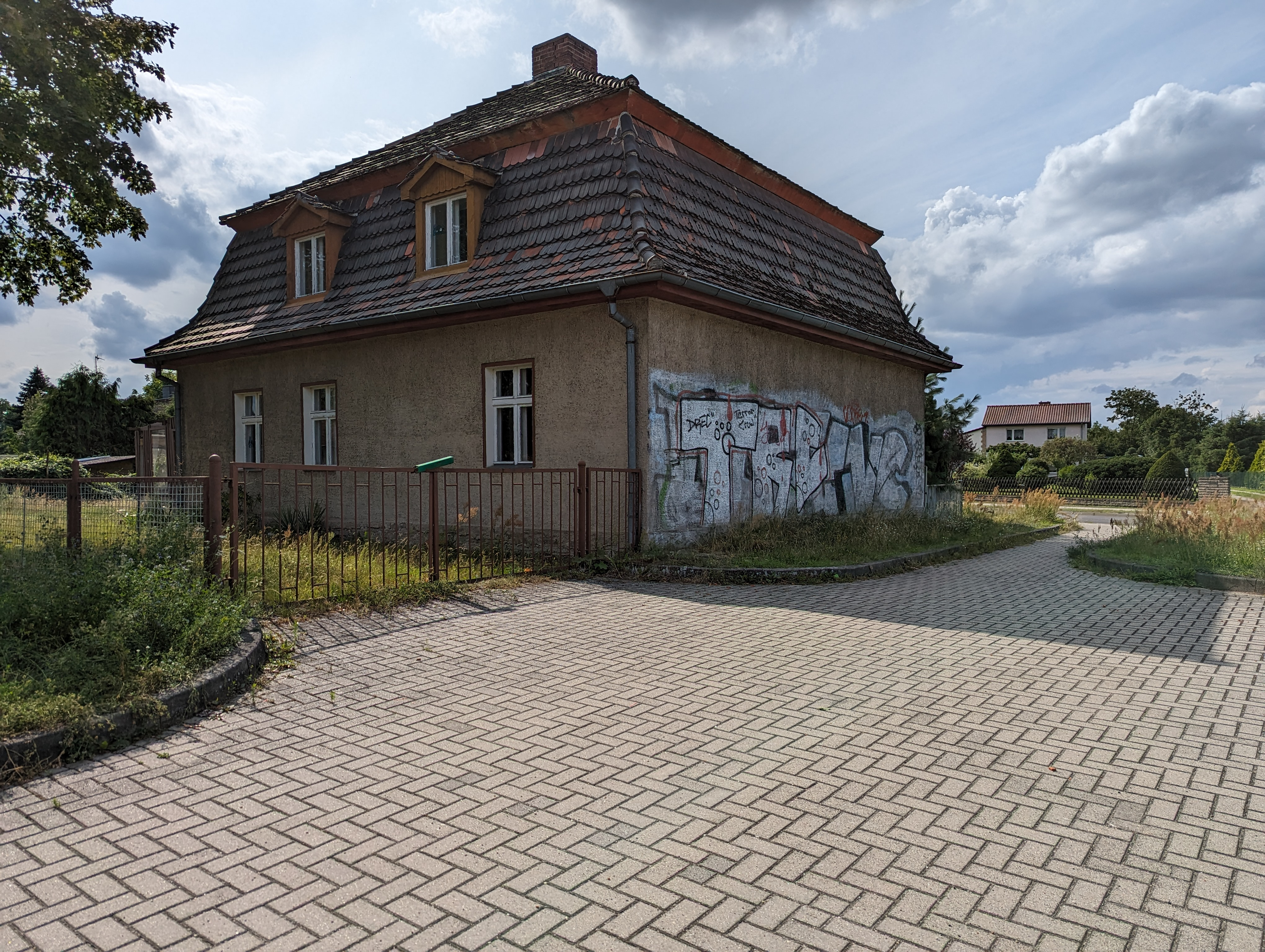
Ehemaliger Haltepunkt in Hennickendorf

Die Kleinbahn-AG übernahm die von Lenz & Co. mit eigenem Kapital bereits im Herbst 1896 eröffnete normalspurige Bahnlinie, die von Strausberg Kleinbahnhof an der Preußischen Ostbahn über Hennickendorf nach Herzfelde (9 km) führte. Dazu kam am 1. Mai 1913 noch eine Zweigbahn Hennickendorf–Stienitzsee (4 km), auf der neben den Güterzügen im Sommer 1914 nur werktags ein Personenzugpaar gefahren wurde.
Schließlich wurde 1931/32 auch die Stammstrecke von Herzfelde bis Möllensee Hafen um 5 km verlängert. Hier fand ebenfalls vor allem Güterverkehr statt, außerdem ein geringer Ausflugsverkehr. Insgesamt wurden nun 16 km Strecken – dazu noch zahlreiche Anschlussbahnen zu Industriebetrieben und Ziegeleien – befahren.
Bedeutsam war auch die 1922 in Herzfelde eingerichtete Hauptwerkstätte für 27 über Mittel- und Ostdeutschland verstreute Lenz-Bahnen. Sie bestand bis 1945, als die Firma Lenz & Co GmbH auch die Betriebsführung der Kleinbahn aufgeben musste; denn diese war nach Kriegsende der staatlichen Bahnverwaltung in der Provinz Brandenburg, dem späteren Land, unterstellt worden und gelangte von dort 1949 zur Deutschen Reichsbahn.
Der Personenverkehr war auf der Schiene bereits 1935 eingestellt und von der eigenen Omnibuslinie Strausberg – Herzfelde – Möllenhorst – Liebenberg übernommen worden. Aber schon 1939 – nach Beginn des Zweiten Weltkrieges – begann die Kleinbahn, auch wieder Personen zwischen Strausberg und Herzfelde, am Sonntag sogar bis Möllensee zu befördern. Dieser Betriebszweig blieb bis 1962 bestehen.
Der stets bedeutendere Güterverkehr, der auch Müll- und Trümmerschutt-Transporte aus Berlin umfasste, wurde 1967 auf der Kleinbahntrasse von Strausberg her eingestellt, nachdem die Werksbahn des VEB Zementwerk Rüdersdorf eine Verbindung von der Reichsbahnstrecke Fredersdorf – Rüdersdorf nach Herzfelde hergestellt hatte, die noch heute in Betrieb ist.

## Vorläufer der Kleinbahn
Zu erwähnen ist noch, dass es vor der Eröffnung der Kleinbahn Strausberg–Herzfelde bereits zwei Unternehmungen gegeben hatte, die in dieser Gegend Schienenverkehr betrieben haben.
Im Juli 1872 eröffnete der Rittergutsbesitzer Otto Oppenheim (1841–1908), Sohn des Adolph Oppenheim zu Rüdersdorf bei Berlin eine 12,5 km lange Industriebahn zwischen dem Stienitzsee und dem Dorf Herzfelde in der Schmalspur von 750 mm, die ausschließlich dem Güterverkehr diente und Anschluss zu den Ziegeleien in Herzfelde besaß. Sie wurde ab 25. Juni 1904 auch mit einer elektrischen Akku-Lok befahren.
Ebenso nur dem Güterverkehr diente die Pferdeeisenbahn AG zu Herzfelde, die am 1. April 1874 von der Salomonschen Ziegelei in Herzfelde zur Ablage am Möllensee in Betrieb genommen worden war. Sie war 9 km lang und besaß die Spurweite 600 mm. Diese wurde am 3. Januar 1913 stillgelegt.